# Stadio dei Lavoratori di Pechino
Lo stadio dei Lavoratori di Pechino (北京工人体育场), spesso chiamato Gongti o Gong Ti, è uno stadio multi-funzione nel distretto di Chaoyang, a nord-est di Pechino, in Cina. È principalmente utilizzato per le partite di calcio. Lo stadio è stato costruito nel 1959 ed è stato ristrutturato nel 2004. Attualmente ha una capacità di 70 161 persone. Lo stadio dei lavoratori di Pechino è uno dei dieci più grandi edifici costruiti nel 1959, per il 10º anniversario della Repubblica popolare cinese.
Lo stadio è stato il principale luogo di ritrovo per i Giochi asiatici del 1990, dove si sono svolte le cerimonie di apertura e di chiusura. Alcune partite del Beijing Guoan Football Club si sono tenute nello stadio.
Nel 2008 lo stadio ha ospitato gli incontri di calcio dei quarti di finale (tra cui Italia-Belgio 2-3) e delle semifinali dei Giochi della XXIX Olimpiade.

## Trasporto pubblico
- /  − raggiungibile tramite la stazione di Stadio dei Lavoratori della linea 3 e linea 17 della metropolitana di Pechino.